# 斑魢
瓜子鱲（學名：Girella punctata），又名斑魢、黑毛、菜毛、粗鱗黑毛、悶仔，為日鱸目魢科魢屬的其中一個種，傳統上歸類於鱸形目鿳科魢亚科。

## 分布
本魚分布於西太平洋及南太平洋區：包括澳洲東岸、日本南部、台灣、香港及中國東海、南海等水域。

## 深度
水深1至30公尺。

## 特徵
本魚體呈橢圓形，體色為紫黑色，體側鱗片上多有小黑斑，各鰭基部亦有許多暗色斑點散布，此外身上無其他明顯斑紋。頭小吻鈍，尾鰭分叉，上下葉末梢略鈍。背鰭硬棘14至15枚、軟條12至15枚；臀鰭硬棘3枚、軟條11至13枚。側線鱗片數50至56枚。體長可達50公分。

## 生態
本魚棲息在岩礁區，屬雜食性，冬天主要以藻類為食，夏天則以小型無脊椎動物為食，2至6月為其產卵期。此時為本魚最肥美的時候。

## 經濟利用
為美味的食用魚，具高經濟價值。可洗淨於體，在其體側畫三刀，在抹上酒及薑絲，之後再清蒸或以滾燙的蠔油淋上在一起熱炒。